# 청라동
청라동(菁蘿洞)은 인천광역시 서구의 중서부에 위치한 법정동이자, 3개 행정동 (청라1동, 청라2동, 청라3동)의 통칭이다. 2017년 12월 말 주민등록 기준으로 청라동의 총 인구는 8만8457 명이다.

## 개요
청라동은 본래 동아건설이 농지 조성을 목적으로 1983년 9월부터 4년 동안 인천 원창동, 율도, 청라도, 김포 대곶면 약암리를 이어 간척한 땅 중 남쪽 지역(북쪽은 수도권 매립지)으로, 1999년에 정부가 농어촌진흥공사를 통해 매입한 곳이다. 동명은 이 일대에 존재했던 청라도(菁蘿島)라는 섬에서 유래하였다.
이후 2003년 경제자유구역으로 지정하며 청라도의 역사성을 이어받고 "세계의 푸른 보석"이 되라는 의미로 "청라지구"(靑羅地區)라 칭하고 "인천경제자유구역 청라지구"로 지정되었으며, 2010년 6월 서구 청라동 주민센터가 개청되었다. 2011년 9월 "인천경제자유구역 청라지구"가 "인천경제자유구역 청라국제도시"로 명칭이 변경되었다.

## 연혁
- 1914년 4월 1일 : 부천군 서곶면
- 1948년 8월 15일 : 인천부 서곶출장소
- 1949년 8월 15일 : 인천시 서곶출장소
- 1968년 1월 11일 : 인천시 북구 서곶출장소 연희동·원창동·경서동
- 1980년 1월 14일 : 동아건설 공유수면 매립 면허
- 1981년 7월 1일 : 인천직할시 북구 서곶출장소 연희동·원창동·경서동
- 1988년 1월 1일 : 인천직할시 서구 서곶출장소 연희동·원창동·경서동
- 1991년 1월 8일 : 동아건설 김포 매립지 준공 인가(487만평: 동아건설 372만평, 국유지 115만평)
- 1995년 1월 1일 : 인천광역시 서구 서곶출장소 연희동·원창동·경서동
- 1999년 8월 20일 : 정부, 농어촌진흥공사 통해 김포 매립지 매입(372만평, 6천355억원)[3][5]
- 2003년 8월 11일 : 인천경제자유구역 청라지구 지정
- 2010년 6월 10일 : 연희동·원창동·경서동 일부가 청라동으로 분동
- 2011년 9월 22일 : 청라지구를 인천경제자유구역 청라국제도시로 변경
- 2012년 7월 9일 : 청라동을 청라1동·2동으로 분동[6]
- 2016년 7월 1일 : 청라2동 중 청라대로 서쪽 지역을 청라3동으로 분동[7]
- 2018년 7월 1일 : 청라국제도시 및 주변에 법정동 청라동 신설. 공항고속도로와 청라일반산업단지 등 검암경서동에 속해 있던 지역을 청라3동으로 편입.[8]

## 법정동
- 청라동

## 교육

### 1동
- 인천청라초등학교
- 인천초은초등학교
- 인천초은중학교
- 인천청라중학교
- 인천초은고등학교
- 인천청라고등학교

### 2동
- 인천경명초등학교
- 인천청람초등학교
- 인천청일초등학교
- 인천청람중학교

### 3동
- 인천해원초등학교
- 인천해원중학교
- 인천해원고등학교
- 인천체육고등학교
- 청라달튼외국인학교
- 인천경연초중학교

## 공사중이거나 예정

### 청라3동
- 주거 
  - 대방건설 인천 청라 1차 단독주택 FD3-1-1BL (청라동) / ----- / 인천 서구 청라동 105-149

- 상업 시설
  - 코스트코 청라점 / 2024년 8월 / 인천 서구 청라동 1-709

- 의료 시설
  - 서울아산병원 청라분원 / ----- / 인천 서구 청라동 1-490

## 같이 보기
- 청라국제도시
- 송도동